# Улица 13 Января (Рига)
Улица 13 Января (латыш. 13. janvāra iela) — улица в центре Риги, отделяющая Старый город от Московского форштадта.
Проходит от набережной 11 Ноября до Городского канала, где переходит в улицу Марияс. Длина улицы — 720 метров.

## История
Известна с XVII века как Карловская улица (нем. Karlstrasse, латыш. Kārļa iela), названа в честь королей Швеции. Располагалась внутри оборонительного вала Риги и сейчас представляет собой одну из границ Старого города.
13 января 1905 года здесь, у железнодорожного моста, проходили антиправительственные демонстрации, расстрелянные царскими войсками, в связи с чем в 1930 году улицу переименовали в улицу 13 Января.
С 1942 по 1944 год называлась улицей генерала фон Гутьера, в 1944 году ей вернули прежнее название.

## Достопримечательности

Памятник событиям 1905 года

- Площадь Альберта — комплекс архитектурных и археологических памятников разных веков.
- Памятник борцам революции 1905 года (скульптор —  Альберт Терпиловский, архитектор — Карлис Плуксне).

## Прилегающие улицы
- бульвар Райня
- улица Эмилии Беньямин
- улица Радио
- бульвар Аспазияс
- улица Прагас
- улица Вальню
- улица Ридзенес
- улица Вецпилсетас
- улица Кунгу
- улица Паста
- улица Ластадияс
- набережная 11 Ноября
- набережная Генерала Радзиня